# Sivaganga (Distrikt)
Der Distrikt Sivaganga (Tamil: சிவகங்கை மாவட்டம்) ist ein Distrikt des indischen Bundesstaates Tamil Nadu. Verwaltungszentrum ist die namensgebende Stadt Sivaganga. Der Distrikt Sivaganga hatte bei der Volkszählung 2011 eine Fläche von 4.233 Quadratkilometern und rund 1,3 Millionen Einwohner.

## Geografie

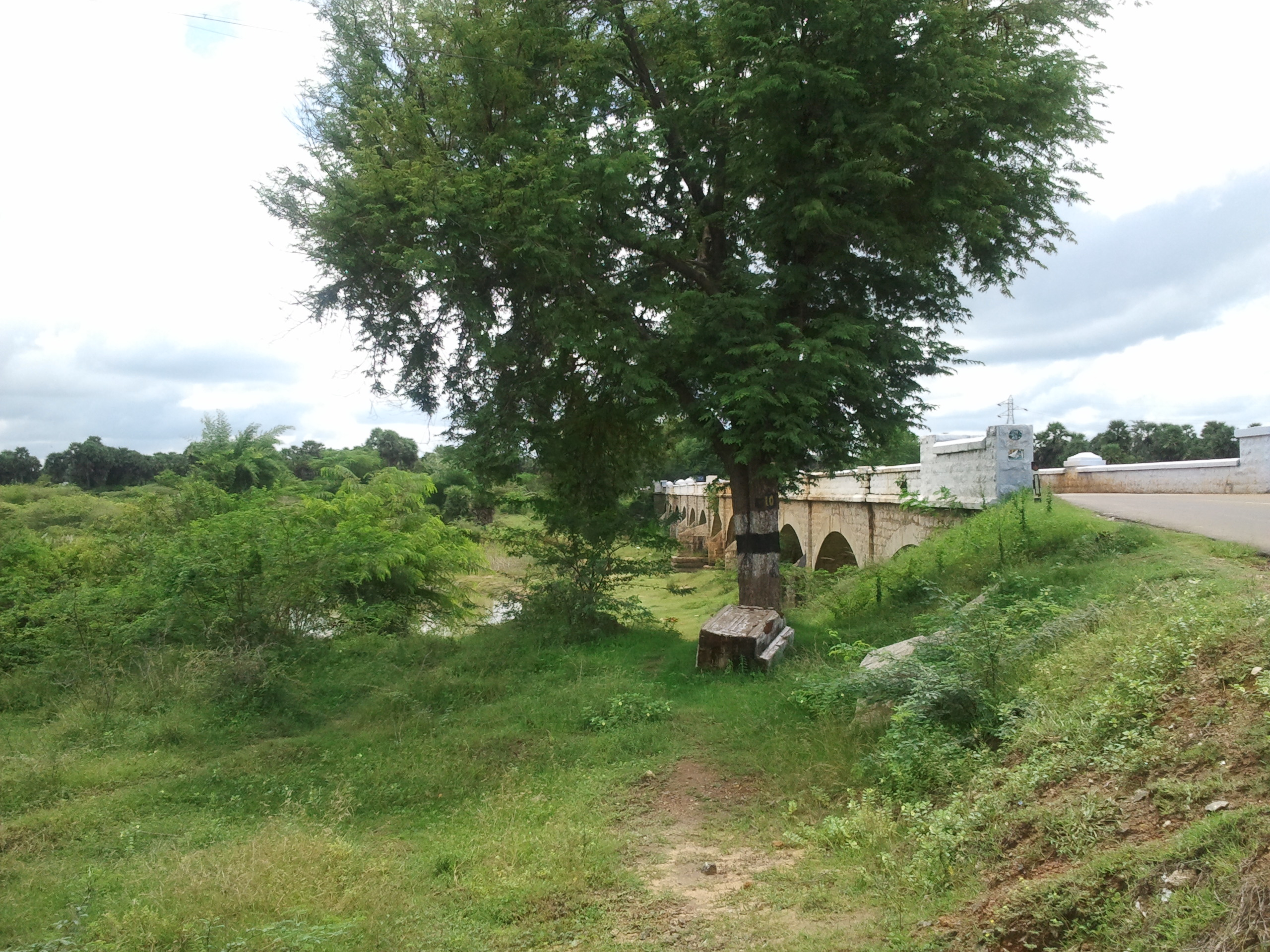
Landschaft im Distrikt Sivaganga

Der Distrikt Sivaganga liegt im südlichen Binnenland Tamil Nadus. Nachbardistrikte sind Tiruchirappalli im Norden, Pudukkottai im Nordosten, Ramanathapuram im Südosten, Virudhunagar im Südwesten und Madurai im Westen.
Die Fläche des Distrikts Sivaganga beträgt 4.233 Quadratkilometer. Das Distriktgebiet ist flach und ohne besondere landschaftliche Merkmale. Durch den Südteil des Distrikts Sivaganga verläuft der periodisch wasserführende Fluss Vaigai. Im äußersten Nordwesten erreichen vereinzelte Ausläufer der Ostghats das Distriktgebiet (Piranmalai). Die Distrikthauptstadt Sivaganga befindet sich im Zentrum des Distrikts. Im Nordosten des Distriktgebiets um die Städte Karaikkudi und Devakottai liegt die Region Chettinad.
Im Distrikt Sivaganga herrscht ein wechselfeuchtes Tropenklima vor. Die Jahresmitteltemperatur in Sivaganga beträgt 28,8 °C, das Jahresmittel des Niederschlages liegt bei 916 mm. Die meisten Niederschläge fallen während des Nordostmonsuns zwischen Oktober und Dezember. Auch während des Südwestmonsuns im August und September kommt es zu Regenfällen.

## Geschichte

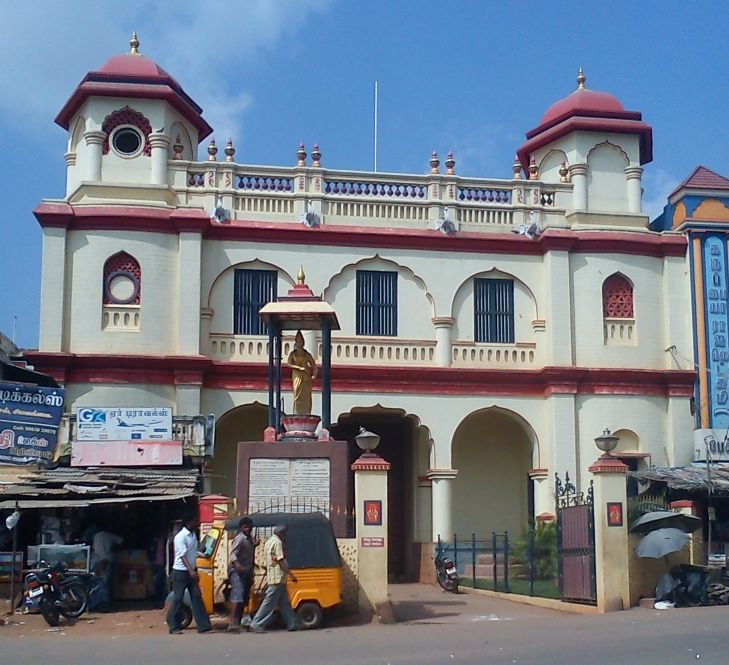
Palast der Rajas von Sivaganga

Ursprünglich gehörte das Gebiet des Distrikts Sivaganga zum Machtbereich der Setupatis (lokaler Fürstentitel) von Ramanathapuram (Ramnad). 1730 gelang es einem Vasallen der Setupatis namens Sasivarnan infolge von Erbfolgestreitigkeiten unter den Herrschern von Ramanathapuram, zwei Fünftel von deren Herrschaftsgebiet an sich zu reißen und sich als Raja von Sivaganga selbstständig zu machen. Sein Sohn und Nachfolger fiel 1773 im Kampf gegen die Briten, die Sivaganga daraufhin zu einem Teil Britisch-Indiens machten. Anfang des 19. Jahrhunderts setzten die Briten die Erben des Herrschers als Zamindars (Grundherren) ein.
Während der Kolonialzeit gehörte das Gebiet von Sivaganga zunächst zum Distrikt Madurai, ab 1910 dann zum neugegründeten Distrikt Ramanathapuram der Provinz Madras. Nach der indischen Unabhängigkeit kam das Gebiet 1956 zum neuformierten Bundesstaat Madras (heute Tamil Nadu). Am 15. März 1985 nahm die Distriktverwaltung des aus Teilen des Distrikts Sivaganga neu gebildeten Distrikt Sivaganga ihre Arbeit auf.

## Bevölkerung

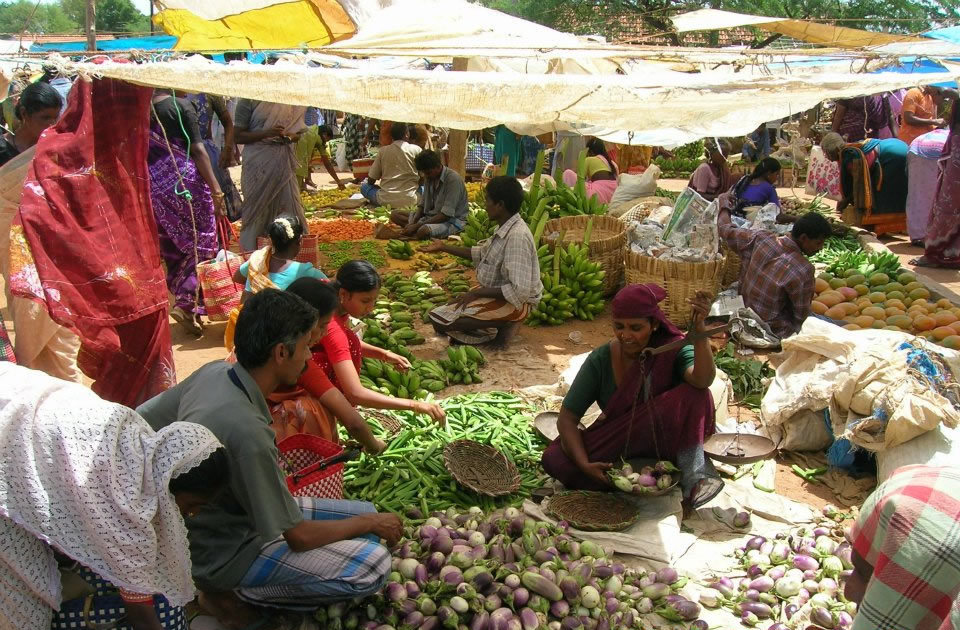
Marktszene im Dorf Alampattu

Bei der indischen Volkszählung 2011 hatte der Distrikt Sivaganga 1.339.101 Einwohner. Die Bevölkerungsdichte lag mit 316 Einwohnern pro Quadratkilometer deutlich unter dem Durchschnitt Tamil Nadus (555 Einwohner pro Quadratkilometer). 31 Prozent der Einwohner des Distrikts lebten in Städten. Der Urbanisierungsgrad war damit ebenfalls niedriger als der Mittelwert des Bundesstaates (48 Prozent). 17 Prozent der Einwohner des Distrikts waren Angehörige registrierter niederer Kasten (Scheduled Castes). Die Alphabetisierungsquote entsprach mit 80 Prozent etwa dem Durchschnitt Tamil Nadus.
Unter den Einwohnern des Distrikts Sivaganga stellten die Hindus nach der Volkszählung 2011 mit 89 Prozent die Mehrheit. Daneben gab es größere Minderheiten von Christen und Muslimen (jeweils 5,5 Prozent). Die Hauptsprache ist, wie in ganz Tamil Nadu, das Tamil. Bei der Volkszählung 2001 wurde es von 99 Prozent der Einwohner des Distrikts als Muttersprache gesprochen.

## Sehenswürdigkeiten

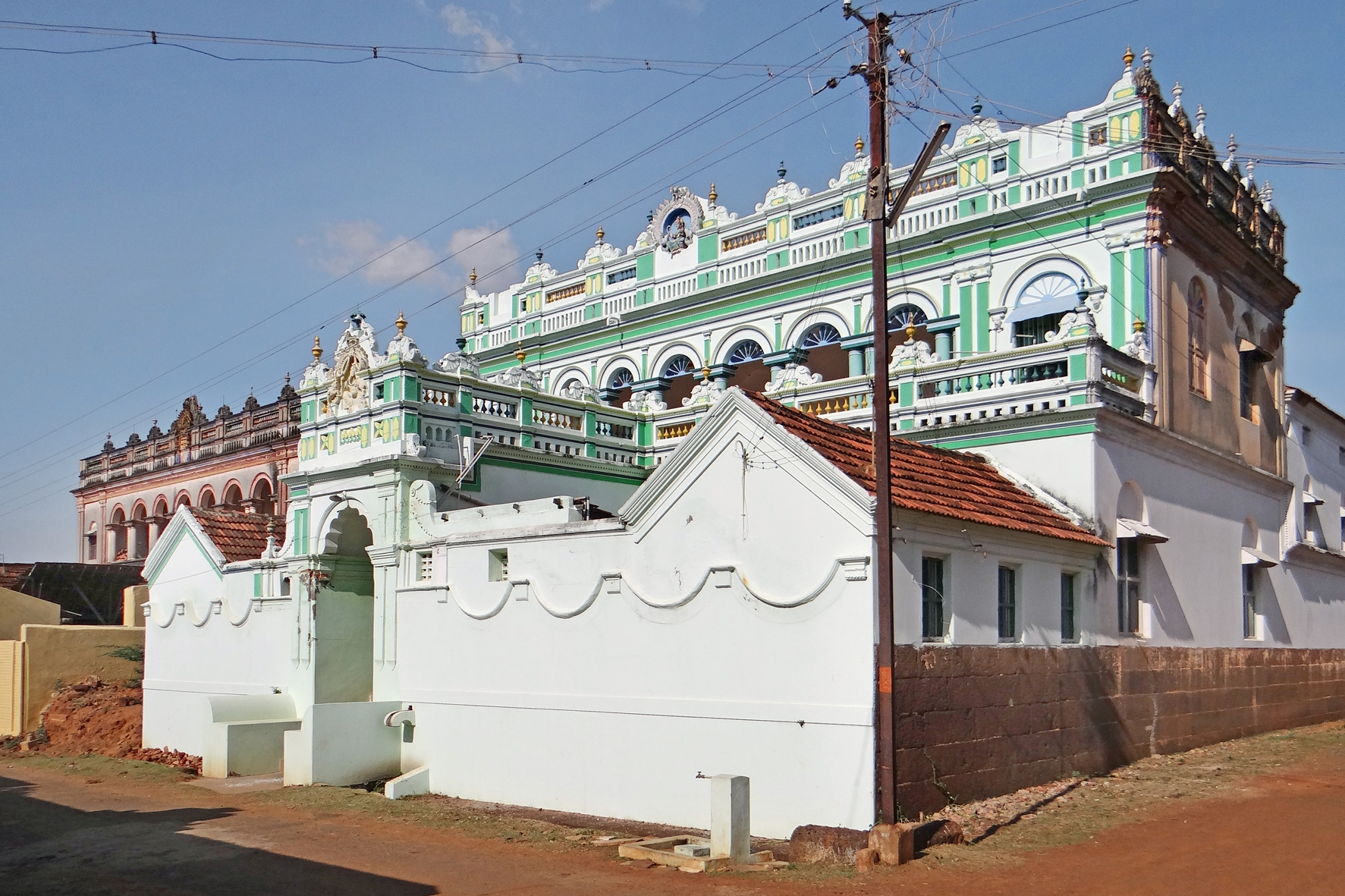
Chettinad-Anwesen in Kanadukathan

Im Nordosten des Distrikts Sivaganga befindet sich die Region Chettinad, die Heimat der Chettiar-Händlerkaste. Hier findet sich eine große Zahl repräsentativer Anwesen, die im späten 19. und frühen 20. Jahrhundert von reichen Chettiar-Händlern errichtet wurden, nachdem sie in Südostasien zu Geld gekommen waren. Die Chettinad-Anwesen zeichnen sich durch eine Kombination tamilischer und europäischer Stilelemente und den Einsatz luxuriöser Baumaterialien wie importiertem Teakholz aus. Beispiele für diese Architekturtradition finden sich in den Städten Karaikkudi und Devakottai sowie in dem kleineren Ort Kanadukathan. Die Chettinad-Region ist auch für ihre nicht-vegetarische Küchentradition bekannt. In jüngerer Zeit gibt es Bestrebungen, die Chettinad-Region touristisch zu erschließen, indem ehemalige Chettiar-Anwesen zu Luxushotels umfunktioniert werden.

## Verwaltungsgliederung
Der Distrikt Sivaganga war 2011 in sechs Taluks unterteilt.
| Taluk       | Hauptort    | Einwohner (2011) |
| ----------- | ----------- | ---------------- |
| Devakottai  | Devakottai  | 157.631          |
| Ilayangudi  | Ilayangudi  | 109.267          |
| Karaikkudi  | Karaikkudi  | 300.527          |
| Manamadurai | Manamadurai | 207.223          |
| Sivaganga   | Sivaganga   | 288.674          |
| Tirupathur  | Tirupathur  | 275.779          |

## Städte
Im Distrikt Sivaganga gibt es drei Städte mit eigener Stadtverwaltung (Municipalities), zwölf nach dem Panchayat-System verwaltete Kleinstädte (Town Panchayats) und eine Zensusstadt (Census Town). Angegeben ist die Einwohnerzahl nach der Volkszählung 2011.
Municipalities
- Devakottai (51.865)
- Karaikkudi (106.714)
- Sivaganga (40.403)

Town Panchayats
- Ilayangudi (24.767)
- Kanadukathan (5.275)
- Kandanur (7.696)
- Kottaiyur (14.766)
- Manamadurai (32.257)
- Nattarasankottai (5.860)
- Nerkuppai (7.165)
- Pallathur (9.580)
- Puduvayal (11.284)
- Singampuneri (18.143)
- Tirupathur (25.980)
- Tiruppuvanam (24.554)

Zensusstädte
- Sankarapuram (26.536)